# پروین علی‌پور
پروین علی‌پور (متولد ۱۳۲۵ در تنکابن) مترجم آثار کودک و نوجوان است و از پیشگامان این حوزه در ایران به‌شمار می‌آید.  کتاب «چه جوری می‌شود بال شکسته ای را درمان کرد» با ترجمه او به عنوان کتاب برتر کودک و نوجوان معرفی شد.
او کارشناس ارشد روان‌شناسی است و به دلیل علاقه‌اش به ادبیات، سال‌ها به عنوان دبیر ادبیات به بچه‌ها تدریس کرده و همچنین حدود شش سال با سمت تهیه‌کننده و تکنولوژیست آموزشی در تلویزیون مشغول به کار بوده است. علی‌پور تا اکنون ۴ جایزه از شورای کتاب کودک گرفته‌است. او همچنین نویسنده برگزیده شانزدهمین دوره کتاب فصل در بخش کودک و نوجوان، برنده دیپلم افتخار IBBY، جشنواره کانون پرورش فکری کودکان و نوجوانان، کتاب سال وزارت فرهنگ و ارشاد اسلامی و هم‌چنین بارها برگزیده مجلات سروش نوجوان و سلام بچه‌ها بوده‌است. 
او تا کنون بیش از ۹۰ اثر اعم از تألیف و ترجمه منتشر کرده‌است.